# Яринівка (зупинний пункт)
Яри́нівка — пасажирська зупинна залізнична платформа Рівненської дирекції Львівської залізниці.
Розташована поблизу села Яринівка Березнівського району Рівненської області на лінії Рівне — Сарни між станціями Малинськ (8,5 км) та Моквин (4 км).
Станом на вересень 2017 р. на платформі зупиняються приміські поїзди.